# Boleslav Patera
Boleslav Patera (ur. 1 września 1963 w Pradze) – czeski trener lekkoatletyczny, wcześniej tyczkarz.
W 1984 został halowym mistrzem Czechosłowacji z wynikiem 5,20 m.
Znaczące sukcesy odnosi jako trener – jego podopieczni (m.in. Kateřina Baďurová, Pavla Hamáčková-Rybová, Adam Ptáček, Michal Balner) mają w dorobku medale mistrzostw świata, zarówno w hali jak i na stadionie.